# Józef Kałuża

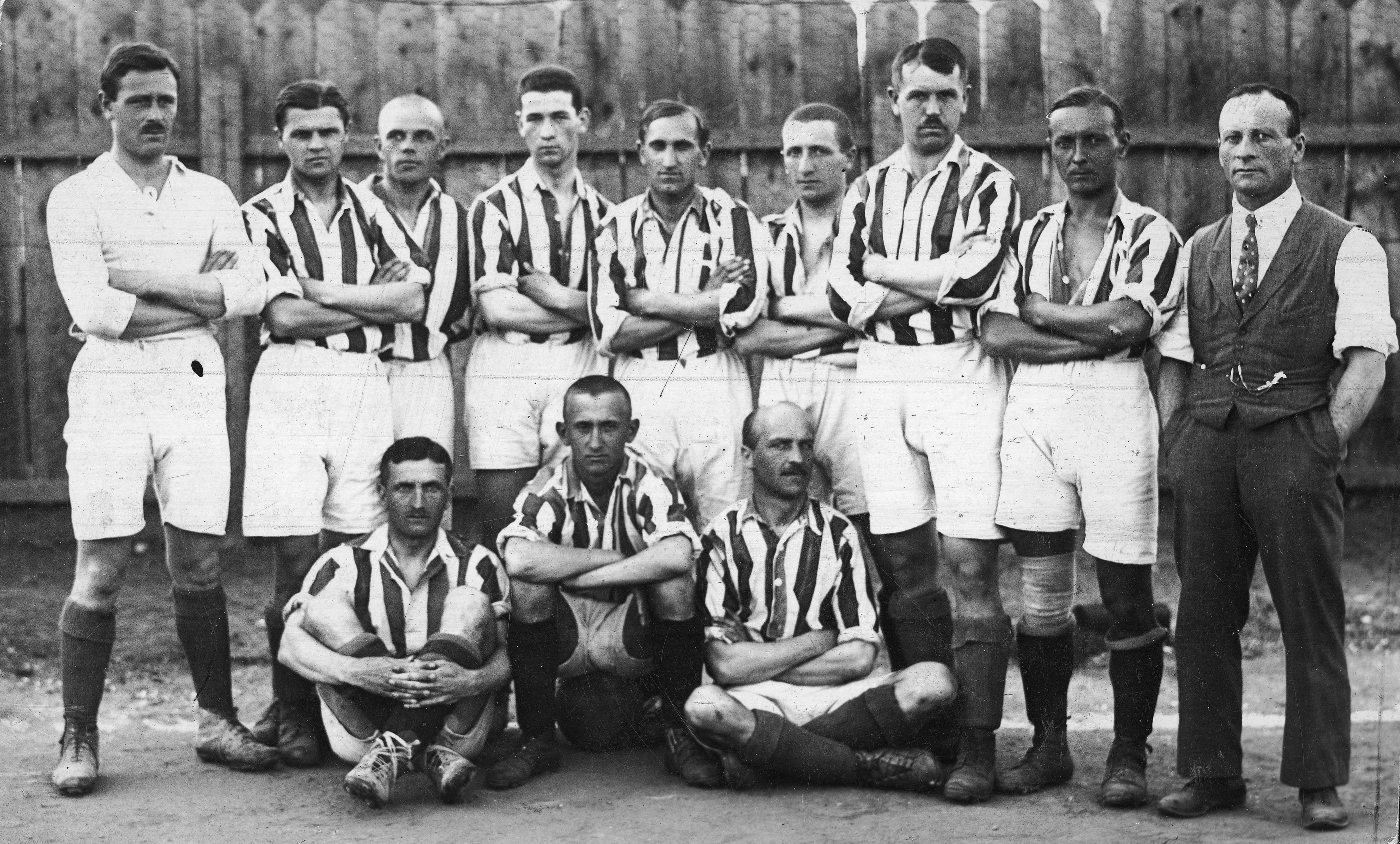
Meistermannschaft von 1921 (Kałuża oben fünfter von links)

Józef Ignacy Kałuża (* 11. Februar 1896 in Przemyśl, Österreich-Ungarn; † 11. Oktober 1944 in Krakau, Polen) war ein polnischer Fußballspieler und -trainer. Er gilt als Legende des polnischen Fußballs.

## Karriere

### Verein
Kałuża wurde in Przemyśl geboren, kam aber bereits früh mit seiner Familie nach Krakau und spielte seine komplette Karriere beim KS Cracovia. Er debütierte 1912 als 16-jähriger in der ersten Mannschaft und gewann 1913 die österreichische Fußballmeisterschaft für Polen. Er war einer der besten polnischen Stürmer in den 1920er Jahren. Er gewann mit Cracovia die erste polnische Meisterschaft 1921, bei dessen Endrundenturnier er mit neun Toren in acht Spielen Torschützenkönig wurde. Von 1924 bis 1929 war er Mannschaftskapitän von Cracovia. Nach 1929 kam der mittlerweile 33-jährige Stürmer nur noch sporadisch zum Einsatz. In der Meistersaison 1930 kam er zu keinem Einsatz, da er als Trainer bei Legia Warschau fungierte. Sein letztes Spiel absolvierte er am 29. Mai 1931 im Krakau-Derby beim 4:3-Sieg gegen Stadtrivalen Wisła. Er hält bis heute den Rekord für die meisten erzielten Tore in einem Spiel (13).
Insgesamt lief er 408 Mal für Cracovia auf und ist damit auf dem siebten Platz der meisten Einsätze für den Verein. In seiner gesamten Karriere soll er in 454 Spielen 476 Tore geschossen haben – obwohl er auf das Schießen von Elfmetern und Freistößen verzichtete.

### Nationalmannschaft
Kałuża lief insgesamt 16 Mal für die polnische Nationalmannschaft auf und schoss dabei sieben Tore. Er debütierte am 18. Dezember 1921 beim ersten Länderspiel Polens gegen Ungarn, welches mit 0:1 verloren ging. Er war der erste Mannschaftskapitän und trug insgesamt zehn Mal die Kapitänsbinde der Nationalmannschaft. Während seiner Zeit in der Nationalmannschaft nahm er als Teil der polnischen Olympiaauswahl beim olympischen Fußballturnier 1924 teil. Sein letztes Länderspiel absolvierte er am 10. Juni 1928 beim 3:3 gegen die Auswahl der USA.

### Trainer
Im Jahr 1927 trug er zum Aufbau der polnischen Fußballliga bei und wurde Spielertrainer bei Cracovia. Seine Mannschaft gewann 14 Mal, spielte acht Mal Unentschieden und verlor sieben Mal. Am Ende der Saison reichten die Punkte, um den Aufstieg zu sichern. So trainierte auch er in der Saison 1928 Cracovia in der ersten Liga. Sein Team beendete die Saison auf dem 4. Tabellenplatz. Zur Saison 1929 verpflichtete Cracovia Viktor Hierländer als Trainer und Kałuża kehrte in seine Position als Spieler zurück.
In der Saison 1930 wurde er Trainer bei Legia Warschau. Während Cracovia in seiner Abwesenheit Meister wurde, beendete er die Saison mit Legia auf dem dritten Platz.

#### Nationaltrainer
Bei der 1:2-Niederlage gegen die belgische Nationalmannschaft am 11. Oktober 1931 sprang er als Ersatz für den verhinderten Nationaltrainer Stefan Loth ein.
Im Februar 1932 wurde Kałuża als Loths Nachfolger zum polnischen Nationaltrainer berufen. Die polnische Auswahl schaffte es unter seiner Führung nicht, sich für die Weltmeisterschaft 1934 zu qualifizieren. Das Hinspiel der Qualifikationsrunde gegen die Tschechoslowakei wurde in Warschau mit 1:2 verloren. Zum Rückspiel trat Polen nicht an, da sie von der Regierung keine Reisegenehmigung erhielt. Grund waren Grenzstreitigkeiten zwischen beiden Staaten (Olsagebiet). Das Spiel wurde daraufhin am grünen Tisch mit 2:0 zugunsten der Tschechoslowakei gewertet.
Beim olympischen Fußballturnier 1936 in Berlin führte Kałuża die polnische Mannschaft auf den vierten Platz. Diese Leistung war bemerkenswert, da sie Ungarn und Großbritannien aus dem Turnier warfen, obwohl mit Ernest Wilimowski der damals beste polnische Spieler nicht teilnehmen durfte.
Für die Weltmeisterschaft 1938 konnte sich Polen qualifizieren und somit erstmals an einer Endrunde teilnehmen. Polen schied im Achtelfinale gegen Brasilien nach einer 5:6-Niederlage n. V. aus dem Turnier. Am 27. August 1939 coachte er den 4:2-Überraschungssieg gegen Vizeweltmeister Ungarn und damit gleichzeitig das letzte Länderspiel vor dem Zweiten Weltkrieg. Seine Trainerkarriere war früher beendet als erwartet, denn drei Tage Später, am 1. September 1939, startete das Deutsche Reich den Überfall auf Polen.
Kałuża ist bis heute der Trainer mit der längsten Amtszeit als polnischer Nationaltrainer. Unter seiner Führung spielte Polen den erfolgreichsten Fußball bis in die 1970er Jahre.

## Spielweise
Józef Kałuża gilt als Legende des polnischen Fußballs. Er war als hervorragender Taktiker und Techniker bekannt und galt als Spezialist für schnelles Passspiel. Er etablierte in Krakau das 2-3-5-System der Schottischen Furche. Trotz seiner scheinbar schlechten körperlichen Voraussetzungen mit einer Körpergröße von 1,66 Meter konnte er sich aufgrund seiner Schnelligkeit und seines Dribblings oft gegen seine Gegenspieler durchsetzen. Er war beidfüßig und trotz seiner Größe kopfballstark. Aufgrund der körperlichen Ähnlichkeiten mit Lionel Messi wird heute er als „Krakauer Messi“ bezeichnet.

## Persönliches

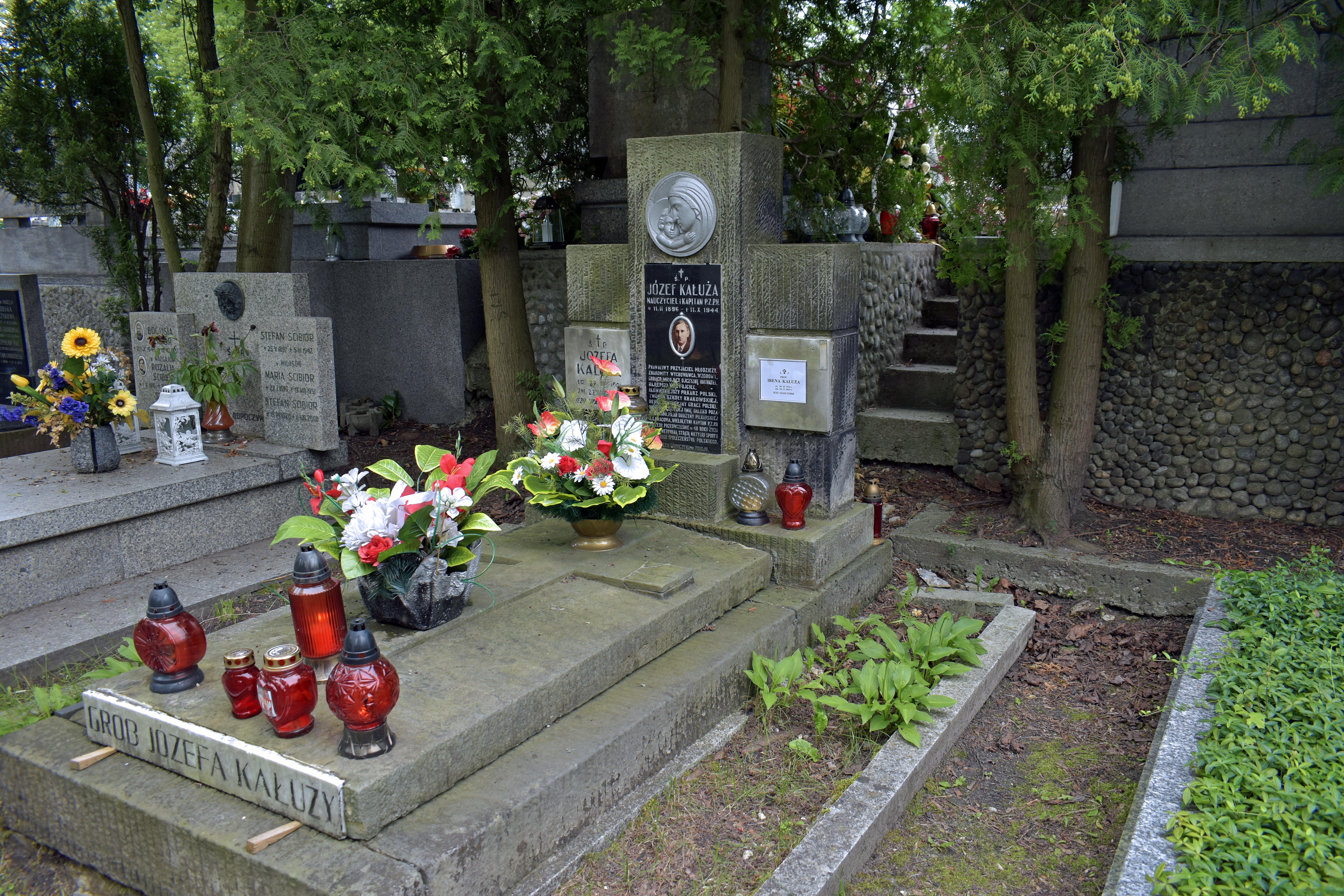
Grabstätte (2020)

Kałuża heiratete 1923 und hatte eine Tochter. Er war ausgebildeter Lehrer und arbeitete als Sportjournalist.
Während des Zweiten Weltkriegs war er einer der wenigen des polnischen Fußballverbands, der in Polen blieb. Er sollte sportlicher Leiter des Generalgouvernements werden, lehnte jedoch aufgrund von Zeitmangel und seiner schlechten Gesundheit alle Vorschläge der Besatzungskräfte ab. Im September 1944 bekam er eine Blutvergiftung, der er drei Wochen später im Alter von 48 Jahren erlag. Seine Beerdigung in Krakau wurde ein Anti-Nazi-Manifest der Krakauer Sportgemeinschaft.

## Erfolge
als Spieler
- Polnischer Meister: 1921

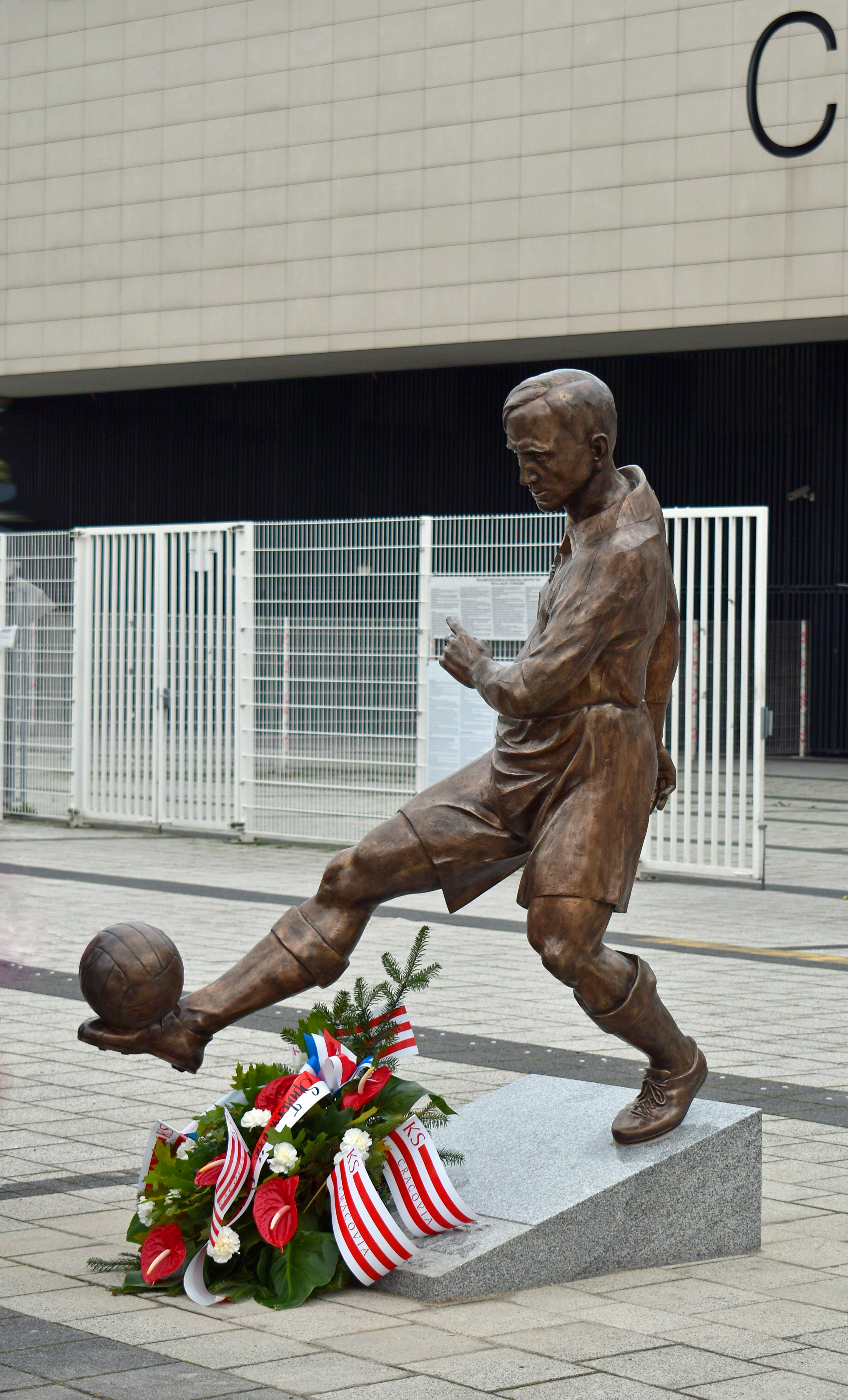
Józef Kałuża vor dem Cracovia-Stadion

  - Torschützenkönig der Endrunde (9 Tore)
- Österreichische Fußballmeisterschaft für Polen: 1913

als Trainer
- Aufstieg in die erste Liga mit Cracovia: 1927
- 3. Platz mit Legia Warschau in der Liga: 1930
- 4. Platz mit Polen bei den Olympischen Spielen: 1936

Ehrungen
- Silbernes Verdienstkreuz der Republik Polen: 1931[11]
- Denkmal vor dem Cracovia-Stadion (auch die anliegende Straße ist nach ihm benannt)
- Ab 1946 organisierte der polnische Fußballverband einige Jahre einen Pokal in Gedenken an Kałuża
- 2001 wurde Kałuża von den Cracovia-Fans zum besten Sportler des Vereins aller Zeiten gewählt[12]